# Anthony Roodvoets
Dr. Anthony Percival Roodvoets (De Bilt, 6 april 1927 – Haarlem, 15 maart 2016) was een Nederlandse internist-nefroloog. Tony Roodvoets werd vooral bekend als nierspecialist aan het ziekenhuis Kennemer Gasthuis in Haarlem.
Na zijn artsexamen interne geneeskunde aan de Universiteit Utrecht en studie tropengeneeskunde in Londen werkte hij als tropenarts in Nigeria. Hij specialiseerde zich tot internist-nefroloog aan de Universiteit Leiden. In 1969 werd hij hoofd van de toen opgerichte dialyse-afdeling van het St. Elisabeth's Gasthuis of Groote Gasthuis (EG) te Haarlem, het eerste nierdialysecentrum in Nederland dat niet verbonden was aan een universitair ziekenhuis. Patiënten uit heel Noord-Holland ondergingen twee of drie keer per week een nierfunctie-vervangende behandeling met een kunstnier (uitgevonden door de Nederlandse internist Willem Kolff), in afwachting van een donornier. Hij zette zich onder andere in voor het realiseren van vakantiemogelijkheden voor dialysepatiënten en wordt herinnerd als een pionier van de nierdialyse in Nederland.

## Anthony Roodvoetsstraat
De Anthony Roodvoetsstraat in de Boerhaavewijk in het Haarlemse stadsdeel Schalkwijk is vernoemd naar Anthony Roodvoets, (een internist/nefroloog die in de jaren '70 en '80 werkzaam was in het Elisabeth Gasthuis (EG) in de Boerhaavewijk dat nu bekendstaat als het Spaarne Gasthuis - Haarlem-Zuid).

## Publicaties
- A.P. Roodvoets, A. Stoeltie-Spijker, S. Deetman-van der Breggen (1997). Energie is leven: informatie voor artsen en dialyseverpleegkundigen; een boekje over de positieve effecten van bewegen voor patienten met chronische nierinsufficientie. Excerpta Medica, Amstelveen.

- Gemeinsame Normdatei: 1146542453
- International Standard Name Identifier: 0000 0003 8905 6627
- Nederlandse Thesaurus van Auteursnamen: 073507024
- Virtual International Authority File: 282396686